# Strobloem (Narnia)
Strobloem (Engels: Strawberry), later Wiek (Engels: Fledge) is een personage uit Het neefje van de tovenaar en Het laatste gevecht van De Kronieken van Narnia door C.S. Lewis.
Strobloem is het paard van Frank, de eerste Koning van Narnia. Strobloem komt voor het eerst voor als hij als trekdier figureert voor een huurrijtuig dat is gestolen door Jadis.

## Het neefje van de tovenaar
Als Digory en Polly Jadis terugnemen naar het Woud tussen de Werelden, gaan ook per ongeluk Frank en Strobloem mee. Als ze vervolgens naar Narnia gaan, waar ze getuigen zijn van de schepping van Narnia door Aslan de leeuw, wordt Strobloem door Aslan een sprekend dier en later ook een vliegend paard gemaakt en heet vanaf dan Wiek.
De eerste daad van Wiek is om Digory en Polly te helpen om een speciale appel te vinden voor de bescherming van Narnia, Wiek vliegt de kinderen daarheen, ergens in het westen van de Wereld Narnia, ver weg van het land Narnia. Wat er met Wiek gebeurt na het verhaal is niet bekend.

## Het laatste gevecht
Hier is Wiek in de tuin, in het nieuwe Narnia, samen met alle andere helden uit Narnia. Hij herkent daar Digory en Polly, als die de tuin komen binnenlopen.